# Sex med Victor
Sex med Victor är ett TV-program som handlar om sex och sexualitet. Den första säsongen, som bestod av åtta avsnitt, sändes hösten 2007 i SVT1. Programledare var Victor Bernhardtz och sexualupplysaren Sandra Dahlén var med i varje avsnitt.